# 그의 결혼식
"그의 결혼식"(His Wedding)은 한국에서 제작된 권호영 감독의 2008년 드라마 영화이다. 정애연 등이 주연으로 출연하였고 지우엔터테인먼트 등이 제작에 참여하였다.

## 출연

### 주연
- 정애연
- 오영호

## 기타
- 프로듀서: 김태관
- 제작부: 김성진
- 제작부: 이충우
- 제작부: 박원재
- 촬영부: 박휴종
- 촬영부: 임지영
- 조명: 조범수
- 조명부: 김중근
- 조명부: 신정훈
- 조명부: 조규모
- 조연출: 임은
- 연출부: 민홍남
- 연출부: 김복균
- 연출부: 한동희
- 녹음: 정현수
- 음향: 김원
- 미술: 이요한
- 미술팀: 김영미
- 미술팀: 곽향숙
- 시각효과: 조성은
- 시각효과: 장세훈
- 분장: 이문희
- 분장팀: 김은미
- 분장팀: 김혜란
- 의상: 김나영
- 스토리보드: 김재훈
- 녹음팀: 손영진
- 의상팀: 김준희
- 포스터촬영: 조열희
- 포스터촬영: 박영원
- 포스터촬영: 허정민
- 포스터촬영: 하대한